# ジョナサン・アイザック
ジョナサン・アイザック (Jonathan Judah Isaac , 1997年10月3日 - )は、アメリカ合衆国・ニューヨーク州ブロンクス区出身のプロバスケットボール選手。NBAのオーランド・マジックに所属している。ポジションはスモールフォワードとパワーフォワードを兼ねるコンボフォワード。

## 経歴

### ハイスクール
フロリダ州ネイプルズのバロン・コリアー高校に入学し、1、2年次を過ごし、3、4年次にはハリウッドのインターナショナルスクールに通った。さらに、IMGアカデミーに入学し、4年次で、1試合平均17.6得点記録し、IMGアカデミーを21勝-10敗の好成績に導く一方で、1ゲーム平均10.リバウンドをも記録した。ハイスクールのキャリアを通して、彼は入学時から最上級生までに身長が6インチ伸び、当初のコンボガードから、スモールフォワードとパワーフォワードを兼ねるコンボフォワードへ転身した。大学のリクルート評価では、5スターとして評価され、ESPNによって2016年の12位にランクされた。 2015年7月5日、IMGアカデミーでの前期が終わった後、フロリダ州立大学に進学する予定であることを公表したが、2016年2月5日には、NBAドラフトエントリーの意思もあわせて発表した。2005年以来、NBAドラフトに高校から直接エントリーする最初の合衆国の高卒として、2016年のNBAドラフトへのエントリーの可能性を探っていることに言及した。その発表の4日後、結局、2016年のNBAドラフトにエントリーすることは断念し、2016-17シーズンをフロリダ州立大学でプレープレーすることを再確認した。
| 氏名 | 出身                                                           | 高校 / 大学   | 身長               | 体重           | コミット日   |
| --- | -------------------------------------------------------------- | ------------- | ------------------ | -------------- | ------------ |
| ジョナサン・アイザック #4 SF | ネイプルズ                                                     | IMGアカデミー | 6 ft 9 in (2.06 m) | 190 lb (86 kg) | 2015年7月6日 |
| ジョナサン・アイザック #4 SF | リクルート スターレーティング: Scout: Rivals: 247Sports: ESPN: |               |                    |                |              |
| 全リクルート順位: Scout: 5th (3 SF) Rivals: 8th 247Sports: 8th (2 SF) ESPN: 12th (4 SF) |                                                                |               |                    |                |              |
| - 注意: 多くの場合、Scout、Rivals、247Sports、ESPNの間で身長、体重が一致しない可能性がある。 - これらの場合、平均をとっている。ESPNグレードは100ポイントスケールに基づいている。 出典: - “2016 Team Ranking”. Rivals.com. 2021年12月5日閲覧。 |                                                                |               |                    |                |              |

### カレッジ
2016-17シーズンが始まる前に、カール・マローン賞の候補と見做されていた。、11月15日、シーズン2試合目で、20得点を獲得し、99-78でアイオナ大学に勝利した。アイザックは11月20日にデトロイト大学戦で、14得点、10リバウンドでシーズン初のダブルダブルを記録した。2016年11月15日から20日までのプレーによりACCアワードオブザウィーク賞を獲得した。2017年1月18日、ノートルダム大学戦で、23得点、10リバウンド、7ブロックを記録し勝利に貢献した。2017年2月8日、ノースカロライナ州立大学に対して95-71の勝利では、21得点を獲得した。シーズンを通して、チームメイトのドウェイン・ベーコン、ザビアー・ラサン・メイズと並んでチームリーダーとみなされていた。彼らは、全米で6番目のチームと考えられていた。ACCトーナメントの第2シードとして、フロリダ州立大学は準決勝でヴァージニア工科大学を破ったが、準決勝ではノートルダム大学に敗れた。その後チームはNCAAトーナメントに進んで、西で第3シードを獲得した。フロリダ州オーランドのアムウェイセンターでFGCUとの最初のラウンド86-80で勝利した。しかし、彼らは第11シードのザビエル（66-91）に打撃を与え、32ラウンドで敗退した。NCAAトーナメントキャリアとなる2試合で25得点を獲得した。新入生シーズンの終わりに、彼は2017年のオールACC新入生チームに選ばれた。それに加えて、大学最終3年間を免れ、 2017年のNBAドラフトにアーリーエントリーすれば、2016年のNBAドラフトでデンバー・ナゲッツから19位指名を受けたマリック・ビーズリーに続いて2人目となる1巡目指名を受けると予想され、2017年4月1日2017年のNBAドラフトにアーリーエントリーすることを表明した。

### NBA

#### オーランド・マジック
2017年のNBAドラフトにアーリーエントリーし、オーランド・マジックから6位指名を受けて入団した。2017-18シーズンは27試合に出場し、平均19.9分で5.4得点・3.7リバウンド・0.7アシスト・1.2スティール・1.1ブロックなどを記録した。6位指名ながらオールルーキーチームには選出されなかった。
2018-19シーズンは75試合に出場し、平均26.6分で9.6得点・5.5リバウンド・1.1アシスト・0.8スティール・1.3ブロックなどを記録した。
2019-20シーズン、2019年11月6日のダラス・マーベリックス戦では13得点・10リバウンド・5アシスト・4スティール・6ブロックの好成績だったが、あと1スティールがあればファイブ・ファイブズを達成するところだった。
2020-21シーズンは、2020年8月に前十字靭帯断裂の大怪我を負ってしまい、シーズン全休となった。

## 個人成績

### NBA

#### レギュラーシーズン
| シーズン | チーム | GP                       | GS                       | MPG                      | FG%                      | 3P%                      | FT%                      | RPG                      | APG                      | SPG                      | BPG                      | PPG                      |
| -------- | ------ | ------------------------ | ------------------------ | ------------------------ | ------------------------ | ------------------------ | ------------------------ | ------------------------ | ------------------------ | ------------------------ | ------------------------ | ------------------------ |
| 2017–18  | ORL    | 27                       | 10                       | 19.9                     | .379                     | .348                     | .760                     | 3.7                      | .7                       | 1.2                      | 1.1                      | 5.4                      |
| 2018–19  | ORL    | 75                       | 64                       | 26.6                     | .429                     | .323                     | .815                     | 5.5                      | 1.1                      | .8                       | 1.3                      | 9.6                      |
| 2019–20  | ORL    | 34                       | 32                       | 29.2                     | .470                     | .340                     | .779                     | 6.8                      | 1.4                      | 1.6                      | 2.3                      | 11.9                     |
| 2020–21  | ORL    | 前十字靭帯断裂により全休 | 前十字靭帯断裂により全休 | 前十字靭帯断裂により全休 | 前十字靭帯断裂により全休 | 前十字靭帯断裂により全休 | 前十字靭帯断裂により全休 | 前十字靭帯断裂により全休 | 前十字靭帯断裂により全休 | 前十字靭帯断裂により全休 | 前十字靭帯断裂により全休 | 前十字靭帯断裂により全休 |
| 2021–22  | ORL    | 前十字靭帯断裂により全休 | 前十字靭帯断裂により全休 | 前十字靭帯断裂により全休 | 前十字靭帯断裂により全休 | 前十字靭帯断裂により全休 | 前十字靭帯断裂により全休 | 前十字靭帯断裂により全休 | 前十字靭帯断裂により全休 | 前十字靭帯断裂により全休 | 前十字靭帯断裂により全休 | 前十字靭帯断裂により全休 |
| 2022–23  | ORL    | 11                       | 0                        | 11.3                     | .415                     | .400                     | .556                     | 4.0                      | .5                       | 1.3                      | .4                       | 5.0                      |
| 2023–24  | ORL    | 58                       | 2                        | 15.8                     | .510                     | .375                     | .720                     | 4.5                      | .5                       | .7                       | 1.2                      | 6.8                      |
| 2024–25  | ORL    | 71                       | 1                        | 15.4                     | .414                     | .258                     | .682                     | 4.4                      | .6                       | .9                       | 1.1                      | 5.4                      |
| 通算     | 通算   | 276                      | 109                      | 20.4                     | .443                     | .323                     | .749                     | 4.9                      | .8                       | 1.0                      | 1.3                      | 7.6                      |

#### プレーオフ
| シーズン | チーム | GP | GS | MPG  | FG%  | 3P%  | FT%   | RPG | APG | SPG | BPG | PPG |
| -------- | ------ | -- | -- | ---- | ---- | ---- | ----- | --- | --- | --- | --- | --- |
| 2019     | ORL    | 5  | 5  | 27.4 | .275 | .200 | .875  | 6.2 | .4  | .4  | 1.0 | 6.6 |
| 2024     | ORL    | 7  | 3  | 21.0 | .410 | .370 | 1.000 | 4.9 | .4  | .7  | 1.3 | 6.3 |
| 通算     | 通算   | 12 | 8  | 23.7 | .342 | .298 | .900  | 5.4 | .4  | .6  | 1.2 | 6.4 |

### カレッジ
| シーズン | チーム | GP | GS | MPG  | FG%  | 3P%  | FT%  | RPG | APG | SPG | BPG | PPG  |
| -------- | ------ | -- | -- | ---- | ---- | ---- | ---- | --- | --- | --- | --- | ---- |
| 2016–17  | FSU    | 32 | 32 | 26.2 | .508 | .348 | .780 | 7.8 | 1.2 | 1.2 | 1.5 | 12.0 |